# Kessler Edwards
Kessler Donovan Edwards (Glendale, 9 agosto 2000) è un cestista statunitense, professionista nella NBA con i Dallas Mavericks.

## Carriera
Dopo aver trascorso tre stagioni con i Pepperdine Waves, nel 2021 si dichiara eleggibile per il Draft NBA, venendo chiamato con la quarantaquattresima scelta assoluta dai Brooklyn Nets.

## Statistiche
| † | Denota le stagioni in cui ha vinto il titolo |

### NCAA
| Anno       | Squadra          | PG | PT | MP   | TC%  | 3P%  | TL%  | RP  | AP  | PRP | SP  | PP   |
| ---------- | ---------------- | -- | -- | ---- | ---- | ---- | ---- | --- | --- | --- | --- | ---- |
| 2018-2019  | Pepperdine Waves | 34 | 27 | 29,4 | 44,7 | 36,8 | 70,3 | 5,6 | 1,0 | 1,1 | 1,0 | 10,0 |
| 2019-2020  | Pepperdine Waves | 32 | 32 | 33,2 | 48,9 | 41,7 | 75,4 | 7,5 | 1,3 | 1,0 | 1,9 | 13,8 |
| 2020-2021† | Pepperdine Waves | 27 | 26 | 33,9 | 49,1 | 37,8 | 87,6 | 6,8 | 1,2 | 1,0 | 1,2 | 17,2 |
| Carriera   | Carriera         | 93 | 85 | 32,0 | 47,7 | 38,7 | 78,8 | 6,6 | 1,2 | 1,0 | 1,4 | 13,4 |

#### Massimi in carriera
- Massimo di punti: 37 vs Pacific (21 gennaio 2021)[4]
- Massimo di rimbalzi: 15 vs California State-Northridge (12 novembre 2019)
- Massimo di assist: 5 (3 volte)
- Massimo di palle rubate: 6 vs Gonzaga (21 febbraio 2019)
- Massimo di stoppate: 6 vs San Francisco (22 febbraio 2020)
- Massimo di minuti giocati: 50 vs Saint Mary's (7 marzo 2020)

### NBA

#### Regular Season
| Anno      | Squadra          | PG  | PT | MP   | TC%  | 3P%  | TL%  | RP  | AP  | PRP | SP  | PP  |
| --------- | ---------------- | --- | -- | ---- | ---- | ---- | ---- | --- | --- | --- | --- | --- |
| 2021-2022 | Brooklyn Nets    | 48  | 23 | 20,6 | 41,2 | 35,3 | 84,2 | 3,6 | 0,6 | 0,6 | 0,5 | 5,9 |
| 2022-2023 | Brooklyn Nets    | 14  | 1  | 5,6  | 25,0 | 16,7 | 50,0 | 1,0 | 0,1 | 0,2 | 0,1 | 1,1 |
| 2022-2023 | Sacramento Kings | 22  | 3  | 13,9 | 43,5 | 34,9 | 76,9 | 2,1 | 1,0 | 0,5 | 0,2 | 3,9 |
| 2023-2024 | Sacramento Kings | 54  | 0  | 5,1  | 41,5 | 38,5 | 55,6 | 0,8 | 0,3 | 0,2 | 0,1 | 1,7 |
| 2024-2025 | Dallas Mavericks | 40  | 18 | 15,2 | 49,6 | 40,7 | 92,3 | 2,9 | 1,1 | 0,5 | 0,5 | 4,2 |
| Carriera  | Carriera         | 178 | 45 | 12,7 | 42,8 | 36,0 | 78,6 | 2,2 | 0,6 | 0,4 | 0,3 | 3,6 |

#### Play-off
| Anno     | Squadra          | PG | PT | MP  | TC% | 3P% | TL% | RP  | AP  | PRP | SP  | PP  |
| -------- | ---------------- | -- | -- | --- | --- | --- | --- | --- | --- | --- | --- | --- |
| 2022     | Brooklyn Nets    | 2  | 0  | 3,5 | -   | -   | -   | 0,0 | 0,5 | 0,5 | 0,0 | 0,0 |
| 2023     | Sacramento Kings | 6  | 0  | 1,2 | -   | -   | -   | 0,2 | 0,0 | 0,0 | 0,0 | 0,0 |
| Carriera | Carriera         | 8  | 0  | 1,8 | -   | -   | -   | 0,1 | 0,1 | 0,1 | 0,0 | 0,0 |

#### Massimi in carriera
- Massimo di punti: 17 vs Toronto Raptors (14 dicembre 2021)[5]
- Massimo di rimbalzi: 10 vs Toronto Raptors (14 dicembre 2021)
- Massimo di assist: 3 (2 volte)
- Massimo di palle rubate: 3 (4 volte)
- Massimo di stoppate: 3 vs Orlando Magic (18 dicembre 2021)
- Massimo di minuti giocati: 44 vs Toronto Raptors (14 dicembre 2021)

### G League
| Anno      | Squadra          | PG | PT | MP   | TC%  | 3P%  | TL%  | RP  | AP  | PRP | SP  | PP   |
| --------- | ---------------- | -- | -- | ---- | ---- | ---- | ---- | --- | --- | --- | --- | ---- |
| 2021-2022 | Long Island Nets | 7  | 7  | 34,0 | 41,6 | 37,5 | 80,0 | 8,3 | 0,9 | 1,1 | 1,6 | 15,6 |
| 2022-2023 | Long Island Nets | 24 | 24 | 32,6 | 43,8 | 34,4 | 88,5 | 6,2 | 1,6 | 1,2 | 0,9 | 14,6 |
| 2023-2024 | Stockton Kings   | 4  | 2  | 31,0 | 45,9 | 28,6 | 100  | 7,8 | 1,5 | 1,5 | 1,3 | 20,3 |
| 2024-2025 | Texas Legends    | 12 | 12 | 32,7 | 32,5 | 29,9 | 66,7 | 8,6 | 2,0 | 1,0 | 1,0 | 11,6 |
| Carriera  | Carriera         | 47 | 45 | 32,7 | 40,8 | 33,0 | 84,9 | 7,2 | 1,6 | 1,2 | 1,1 | 14,5 |

## Palmarès

### Squadra
- College Basketball Invitational: 1

Pepperdine University: 2021

### Individuale
- College Basketball Invitational MVP: 1

Pepperdine University: 2021
- All-West Coast First Team: 1

Pepperdine University: 2021
- All-West Coast Second team: 1

Pepperdine University: 2020
- West Coast All-Freshmen team: 1

Pepperdine University: 2019